# Francoa
Francoa là một chi thực vật trong họ Francoaceae.

## Từ nguyên
Francoa là để vinh danh bác sĩ người Valencia thế kỷ 16 là Francisco Franco (~1515 - sau 1569).

## Các loài
Plants of the World Online công nhận 1 loài là F. appendiculata Cav., 1801 với các dạng và thứ là F. appendiculata f. albida, F. appendiculata f. violacea và F. appendiculata var. appendiculata; trong khi không chỉ rõ các danh pháp F. ramosa và F. sonchifolia là đồng nghĩa của danh pháp nào.
Catalogue of Life cũng công nhận 1 loài là F. appendiculata A.Juss., 1824, nhưng với với các thứ là F. appendiculata var. ramosa, F. appendiculata var. sonchifolia; được The Plant List và World Flora Online công nhận như là 3 loài độc lập là F. appendiculata, F. ramosa và F. sonchifolia.
- Francoa appendiculata Cav., 1801
- Francoa ramosa D.Don, 1828 (đồng nghĩa: Francoa alba H.Jacq., Francoa glabrata DC.)
- Francoa sonchifolia Cav. ex A.Juss., 1824 (đồng nghĩa: Francoa lyrata Ruiz & Pav. apud Lopez, Francoa rupestris Poepp.) - vòng hoa cô dâu.